# Springer anglais
Pour les articles homonymes, voir Springer.
Springer anglais ou l'English Springer Spaniel est un chien de chasse. C'est un chien leveur de gibier et broussailleur (groupe 8) qui est aussi utilisé comme chien d'eau grâce à ses capacités de nage. Cette race est d'origine britannique, d'où son nom. Dans les années 1900 une forme moderne de Springer Anglais est née dans le comté de Norfolk en Angleterre appelé Norfolk Spaniel. À l'origine, ce chien fut employé à la chasse pour faire jaillir (to spring signifie jaillir en anglais, ce qui explique le nom Springer) le gibier du taillis où il se trouvait afin que les fusils des chasseurs tirent bien leur cible.

## Histoire
Le médecin John Caius décrit cet épagneul dans son livre Treatise of Englishe Dogs publié en 1576. Ce livre est le premier à décrire les diverses races britanniques et leur rôle. En 1801, Sydenham Edwards explique dans son Cynographia Britannica que l'on observe deux types d'épagneuls, le « springer » et le cocker.
Plusieurs races d'épagneuls apparaissent au cours du XIXe siècle, et portent souvent le nom de la région d'où elles viennent, où selon leur propriétaire, souvent des nobles. On trouve alors deux grands types de chien « springers », l'épagneul de Norfolk et l'épagneul de Shropshire, qui sont regroupés dans les années 1850 sous le nom d'épagneul de Norfolk.
En janvier 1899, le Spaniel Club of England et la Sporting Spaniel Society mettent pour la première fois leurs standards en commun. Deux ans plus tard, en 1902, les standards physiques du Spaniel Club of England et les aptitudes décrites par le Sporting Spaniel Society conduisent à la reconnaissance officielle de l'english springer spaniel (Springer anglais) par English Kennel Club, puis par l'American Kennel Club en 1910.

## Description

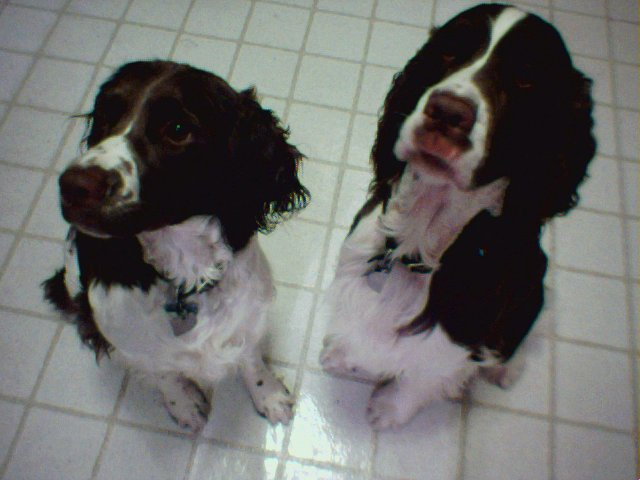
La lignée de chasse à gauche et d'exhibition à droite.

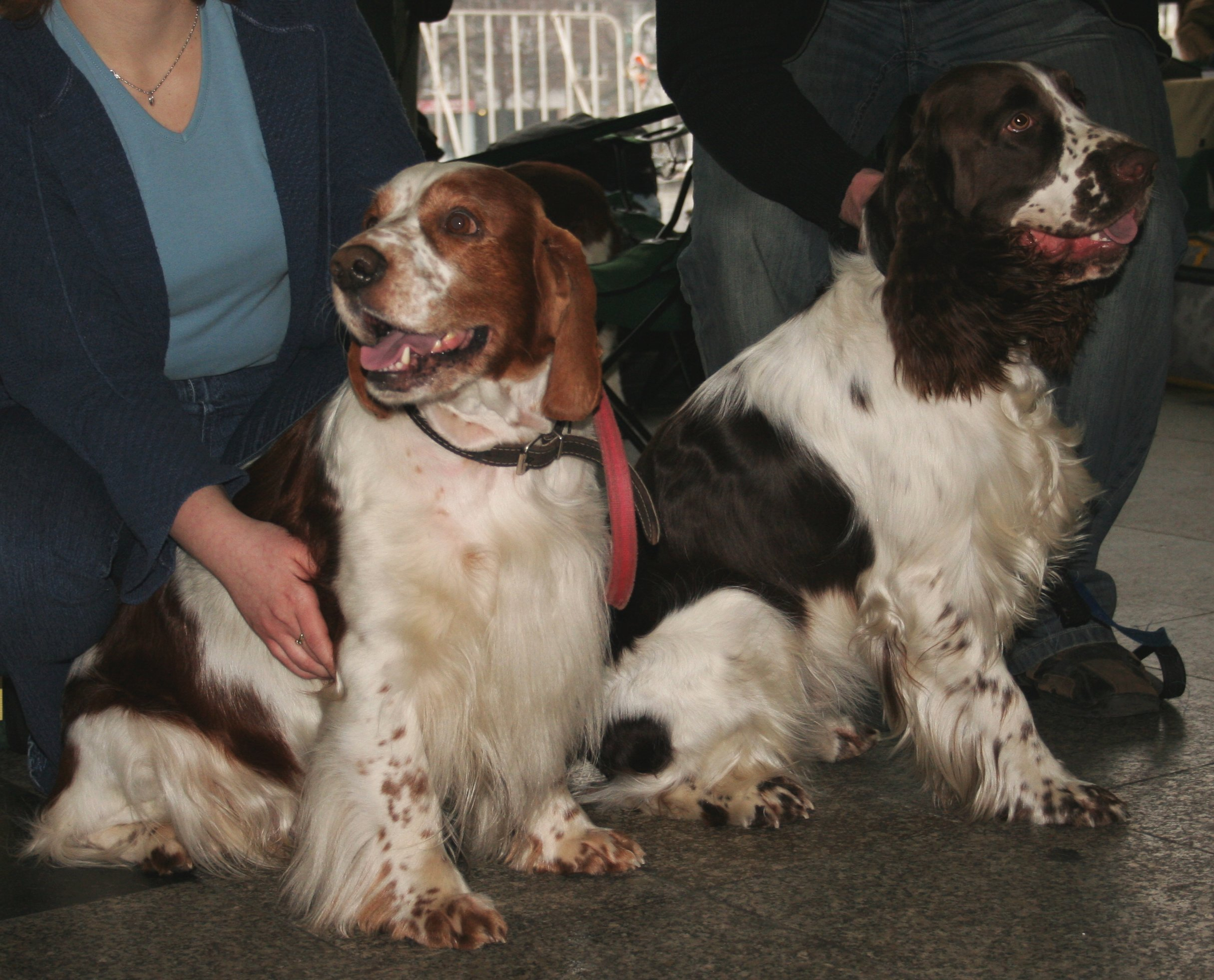
Un welsh springer spaniel à gauche, et un Springer anglais à droite.

Le Springer anglais est un chien de taille moyenne, assez compact. Sa robe est de longueur moyenne, et ondule pour former quelques mèches sur les pattes et la queue. Il est bien proportionné, et équilibré, avec une expression amicale et une queue qu'il agite gaiement. Cette race présente une division très marquée entre la lignée de chasse et la lignée d'exhibition, plus que n'importe quelle autre race. On observe deux lignées différentes, une avec des chiens de chasse et l'autre avec des chiens d'exposition, mais elles sont enregistrées ensemble. En fait, ces lignées sont génétiquement différentes depuis au moins 70 ans.
Les animaux destinés à la chasse ont des poils plus courts que ceux destinés aux expositions, et ont des oreilles moins pendantes. Ils ont l'air plus sauvages, et sont sélectionnés sur leur flair et leur capacité à la chasse et non sur leur apparence.

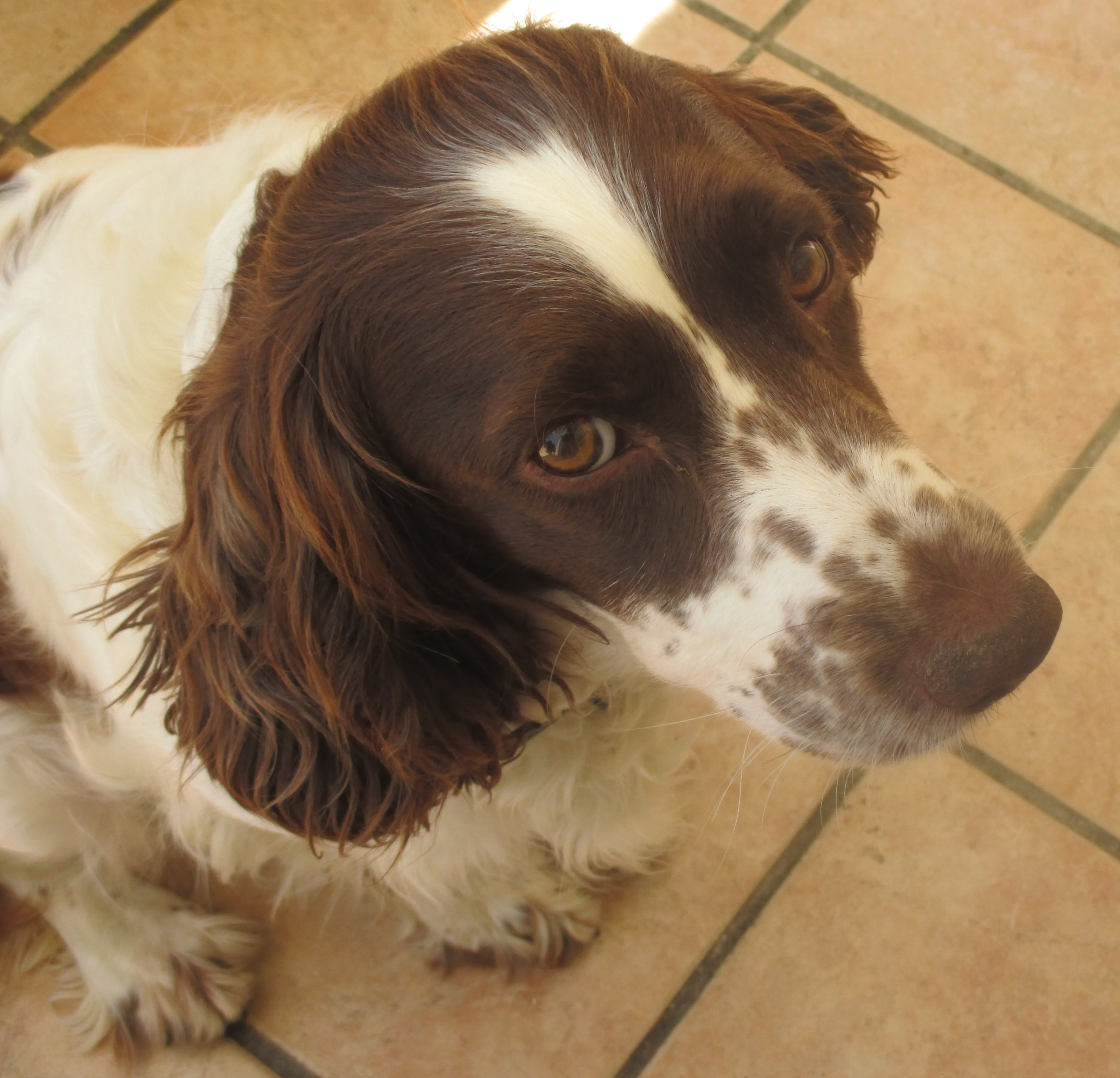
Springer anglais vivant en France.

Le Springer anglais est proche du cocker anglais et au premier coup d'œil la principale différence entre les deux races est la plus petite taille du dernier cité. Les english springers ont tendance à avoir des oreilles un peu plus courtes, une fourrure moins fournie et un museau plus long.
Il est recommandé que la rencontre avec les chats se fasse dès le plus jeune âge pour éviter tout problème d'agressivité.  

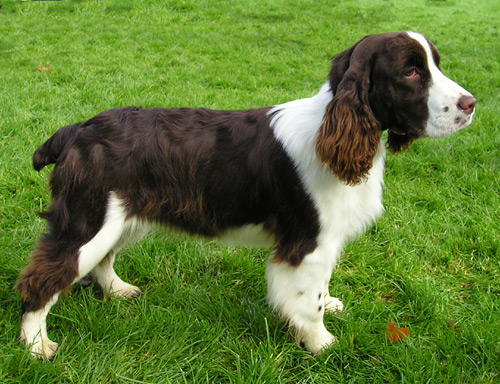
Animal d'exposition.

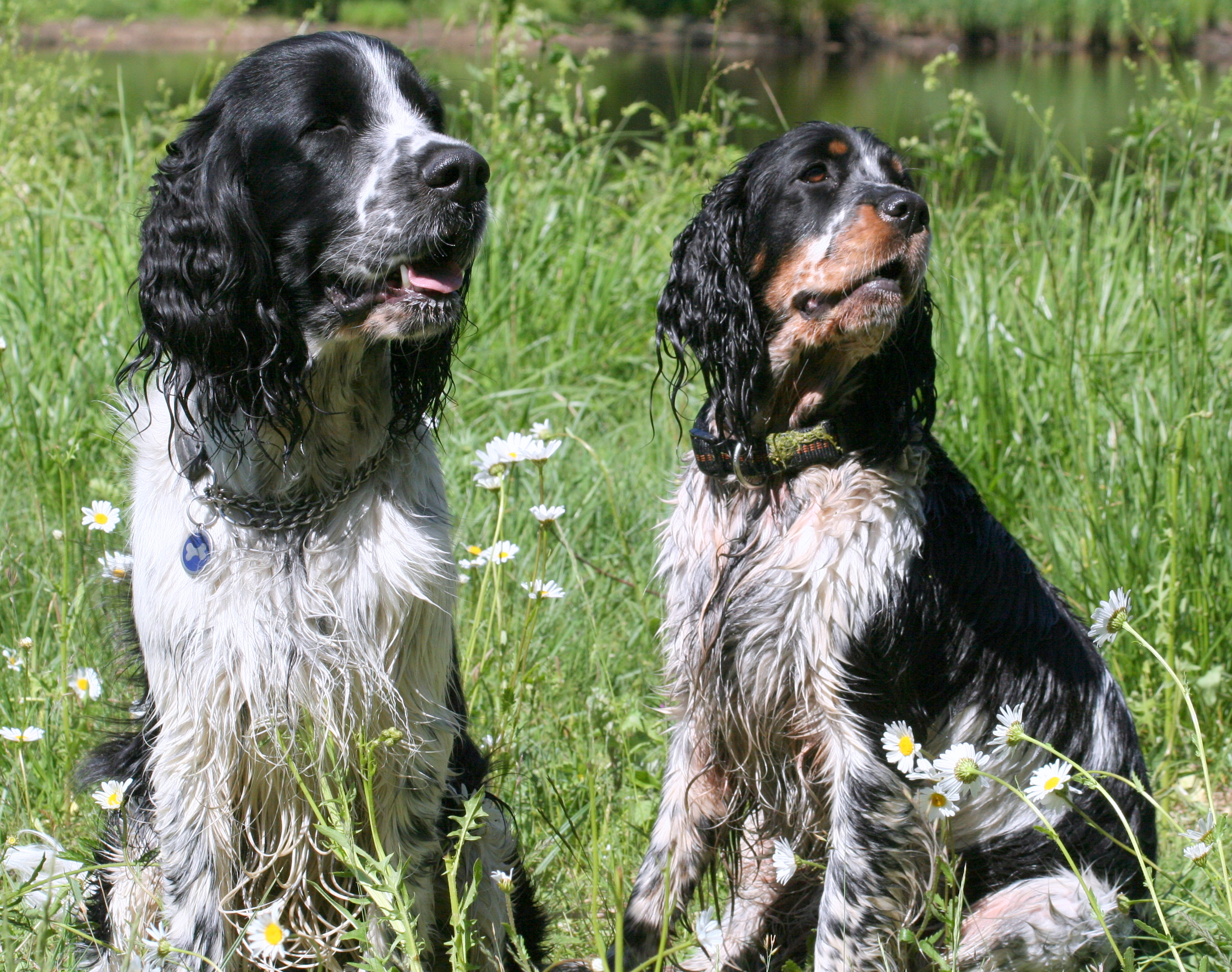
English Springer Spaniel.

Ce chien a une robe à dominance blanche avec des taches noires ou sombres, mais on trouve également des robes tirant sur le bleu ou des robes tricolores (noires, blanches et brunes). C'est un chien très sociable, que ce soit avec les autres chiens ou bien même avec l'homme (enfants, adulte, bébé).